# Volodímirivka (Txornomórske)
Volodímirivka (en ucraïnès: Володимирівка, rus: Владимировка, Vladímirovka) és un poble de la República Autònoma de Crimea a Ucraïna, que el 2014 tenia 262 habitants. Pertany al districte de Txornomórske. Fins al 1945 la vila es deia Bai-Kiiat.